# Senes
|  | Per a altres significats, vegeu «Dinastia Sena». |

Els senes són un grup ètnic del centre de Moçambic.
Els senes estaven situats històricament entre el regne de Monomotapa i el de Maravi (modern Malawi) és a dir entre les cultures shona i nyanja-chewa. Els portuguesos van arribar a la vall del Zambezi al segle xvi i van fundar Rios de Sena, Tete, Zumbo i Quelimane. Al segle xix els portuguesos governaven hisendes que eren verdaders estats i es dedicaven al tràfic d'esclaus, però aquest tràfic fou abolit entre 1833 i 1842. Finalment l'estat portuguès va acabar concedint l'administració a una companyia de capital britànic, que va construir el ferrocarril Trans-Zambeze entre Beira i Nyasalàndia (Malawi) via Sena i fins a Salisbury, obrint l'anomenat corredor de Beira (la unió de Zimbabwe amb la costa, just per la zona on la distància és menor). Els sena es van beneficiar d'aquest desenvolupament algunes van tenir accés a l'educació. Els senes van donar suport al Frelimo durant la lluita d'alliberament; la regió va quedar devastada per la guerra civil entre el Frelimo i la Renamo que va acabar el 1992. Després de la guerra els senes es queixen que no es beneficien del desenvolupament.
La seva llengua és el sena.